# Claus Dörr
Claus Dörr (* 22. März 1947 in Darmstadt) ist ein deutscher Jurist und ehemaliger Richter am Bundesgerichtshof.

## Leben
1974 begann Claus Dörr seine juristische Karriere in Hessen. Zunächst war er am Amtsgericht Rüsselsheim und beim Landgericht Darmstadt tätig und wurde 1977 zum Richter am Amtsgericht ernannt. Am Amtsgericht Rüsselsheim war er fortan als Familienrichter tätig. 1985 wurde er zum Richter am Oberlandesgericht Frankfurt ernannt, wo er einem mit dem Familienrecht befassten Senat angehörte. Er wurde von 1990 bis Mitte 1994 an das Bundesverfassungsgericht als Wissenschaftlicher Mitarbeiter abgeordnet und befasste sich auch in dieser Zeit vor allem mit Fällen mit familienrechtlichem Hintergrund.
1996 wurde Claus Dörr zum Richter am Bundesgerichtshof ernannt und gehörte dort bis zu seinem Ruhestand Ende April 2012 dem III. Zivilsenat des Bundesgerichtshofes an, der sich unter anderem mit Amts- und Staatshaftung befasst. 2009 wurde er stellvertretender Vorsitzender des III. Senates. Dörr beeinflusste die höchstrichterliche Rechtsprechung seines Senates vor allem bei Fällen mit europa- und sozialrechtlichen Bezügen und die Rechtsprechung zur Auslegung der Gebührenordnung für Ärzte (GOÄ) und der Gebührenordnung für Zahnärzte (GOZ).

## Werk (Auswahl)
- BGB. Staatshaftung. §§ 839, 839a BGB. 1. Auflage. C.H. Beck, München 2019, ISBN 978-3-406-73008-5 (623 S.).